# Gouda Rejseforsikring
|  | Sammenskrivningsforslag Artiklen Gouda Rejseforsikring er foreslået føjet ind i Gjensidige Forsikring. (Siden august 2013) Diskutér forslaget |

Gouda Rejseforsikring er et forsikringsselskab, der er speicialiseret i rejseforsikringer. Gouda Rejseforsikring er et af Danmarks største rejseforsikringsselskaber[kilde mangler] og har eksisteret i Danmark siden 1994. 
Gouda er ejet af Gjensidige Forsikring, som købte Gouda af den hollandske forsikringskoncern Goudse Schadeverzekeringen N.V i 2013. Goudas første ejer, Goudse Schadeverzekeringen N.V., ligger i den hollandske by Gouda, hvorfor selskabet har fået sit navn.
Gouda Rejseforsikring har hovedsæde på Østerbro i København og har kontorer i Sverige, Norge og Finland. Internationalt beskæftiger Gouda Rejseforsikring ca. 130 medarbejdere.[kilde mangler]

## Tidslinje
- 1994 – Gouda Rejseforsikring grundlægges i Danmark af Ole Ærthøj og holder til på Strøget i København. Gouda sælger udelukkende rejseforsikringer til private gennem rejsebureauer.
- 1998 – Gouda åbner sin erhvervsafdeling og begynder at sælge erhvervs- og udstationeringsforsikringer.
- 2000 – Gouda flytter til større lokaler i Rønnegade 1 på Østerbro i København
- 2002 – Gouda åbner kontor i Sverige.
- 2003 – Gouda åbner kontorer i Norge og Finland
- 2004 – Gouda i København er oppe på 30 ansatte og flytter fra lokalerne i Rønnegade til Sejrøgade.
- 2005 – Gouda åbner sin egen alarmcentral
- 2008 – Gouda i Danmark beskæftiger ca. 65 ansatte
- 2013 - Gouda har internationalt ca. 150 medarbejdere. Gjensidige køber Gouda Rejseforsikring i Danmark, Norge, Sverige og Finland.

## Administrerende Direktører
- 1994 - 2004: Ole Ærthøj
- 2004 - 2006: Jesper Kjeldsgaard
- 2006 - 2007: Claus Løfbjerg Jørgensen
- 2007 - 2008: Ole Ærthøj
- 2008 -	nu: Jesper Kjeldsgaard

| Firma | Spire Denne artikel om et firma eller en virksomhed er en spire som bør udbygges. Du er velkommen til at hjælpe Wikipedia ved at udvide den. |